# Gwadar
Gwadar ou Gawadar (Urdu: گوادر ) é uma cidade litoral do Paquistão, capital do distrito de Gwadar, província de Baluchistão.
Gwadar está localizada a 650 km (via estrada) de Karachi.
Gwadar dispõe de um aeroporto internacional, de um porto de águas profundas e de um terminal petrolífero.
As instalações portuárias (civis e militares) tornam Gwadar um ponto estratégico de primeira importância:
- A base naval é a segunda mais importante da marinha paquistanesa (depois de Karachi)[carece de fontes?];
- O porto comercial é o segundo porto mais importante do Paquistão (depois de Karachi).

A estrada do Karakorum liga este porto do Índico à China. A China financiou em 85% as obras do porto de Gwadar, uma das infraestruturas contempladas no Corredor Económico China-Paquistão.

## Demografia
- Homens: 23.428
- Mulheres: 20.422

(Censo 1998)

## História
Gwadar foi atacada pelos portugueses em 1581. Em 1783, passou para a posse do sultanato de Omã, que a conservou até 1958, data em que a soberania do enclave passou para o Paquistão.